# Amt Kappeln-Land
Das Amt Kappeln-Land ist ein Amt im Osten der Landschaft Angeln im Kreis Schleswig-Flensburg in Schleswig-Holstein. Es grenzt im Norden an das Amt Geltinger Bucht, im Westen an das Amt Süderbrarup, im Süden an den Kreis Rendsburg-Eckernförde und im Osten an die Stadt Kappeln.
Die Verwaltungsgeschäfte des Amtes werden seit dem 1. Januar 1983 von der Stadt Kappeln im Rahmen einer Verwaltungsgemeinschaft wahrgenommen.

## Amtsangehörige Gemeinden mit ihren Ortsteilen
- Arnis, Stadt
- Grödersby mit den OT Fegetasch, Friedenshöh, Grödersby-Bahnhof, Grödersby-Hof, Grödersbyholz, Groß-Grödersby, Klein-Grödersby, Habertwedt, Königstein, Marienhof, Moos, Mühlenholz, Neuwerk, Trankier und Westerlücken
- Oersberg mit den OT Arrild, Kragelund, Schrün, Toestorf und Töstrup
- Rabenkirchen-Faulück mit den OT Faulückfeld, Karschau, Neuwerk, Rabenkirchen, Rabenkirchenholz und Spinkery

## Politik
Amtsvorsteher
- bis 2023: Peter Martin Dreyer
- seit 2023: Helmut Andresen